# Kintetsu série 26000
La série 26000 (26000系, 26000-kei) est un type de rame automotrice électrique exploité par la compagnie Kintetsu sur les services Sakura Liner au Japon.

## Description
La série comprend 2 rames fabriquées par Kinki Sharyo, composées de 4 voitures. Les voitures 1, 2 et 4 sont les voitures standards avec des rangées de 2+2 sièges. La voiture 3 est la "voiture de luxe" et dispose de rangées de 2+1 sièges pivotants.

## Histoire
La première rame de la série 26000 a été introduite le 15 mars 1990.

## Services
Les rames sont affectées aux services Sakura Liner reliant les gares d'Osaka-Abenobashi et de Yoshino.

## Galerie photos

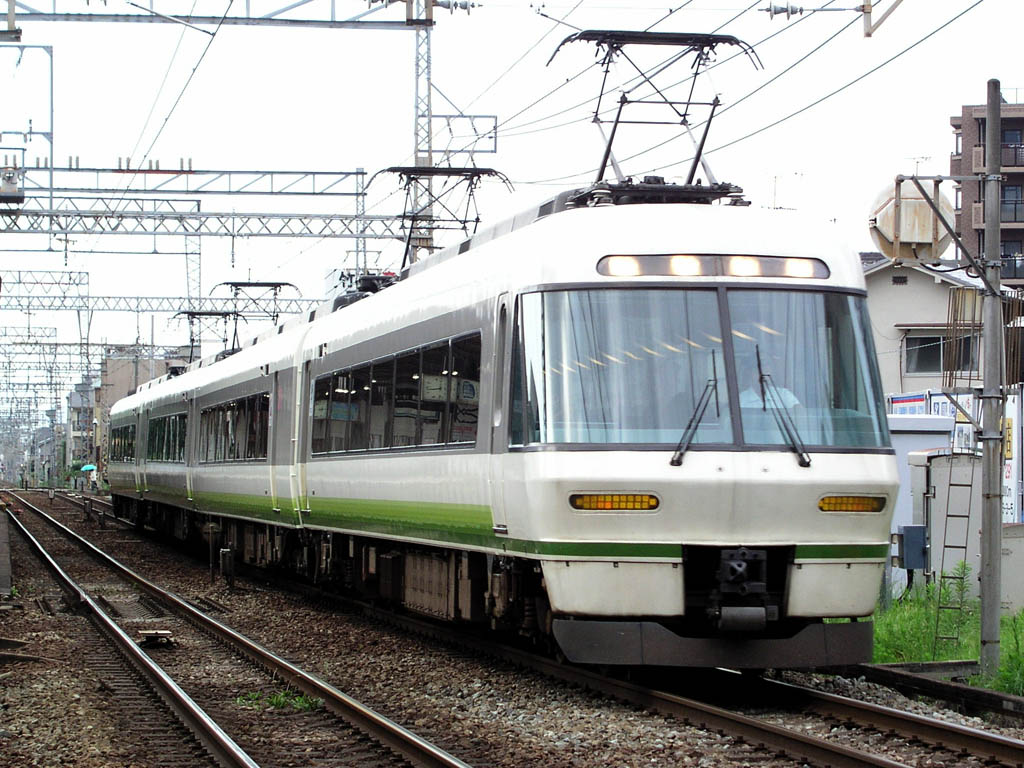
Première livrée.
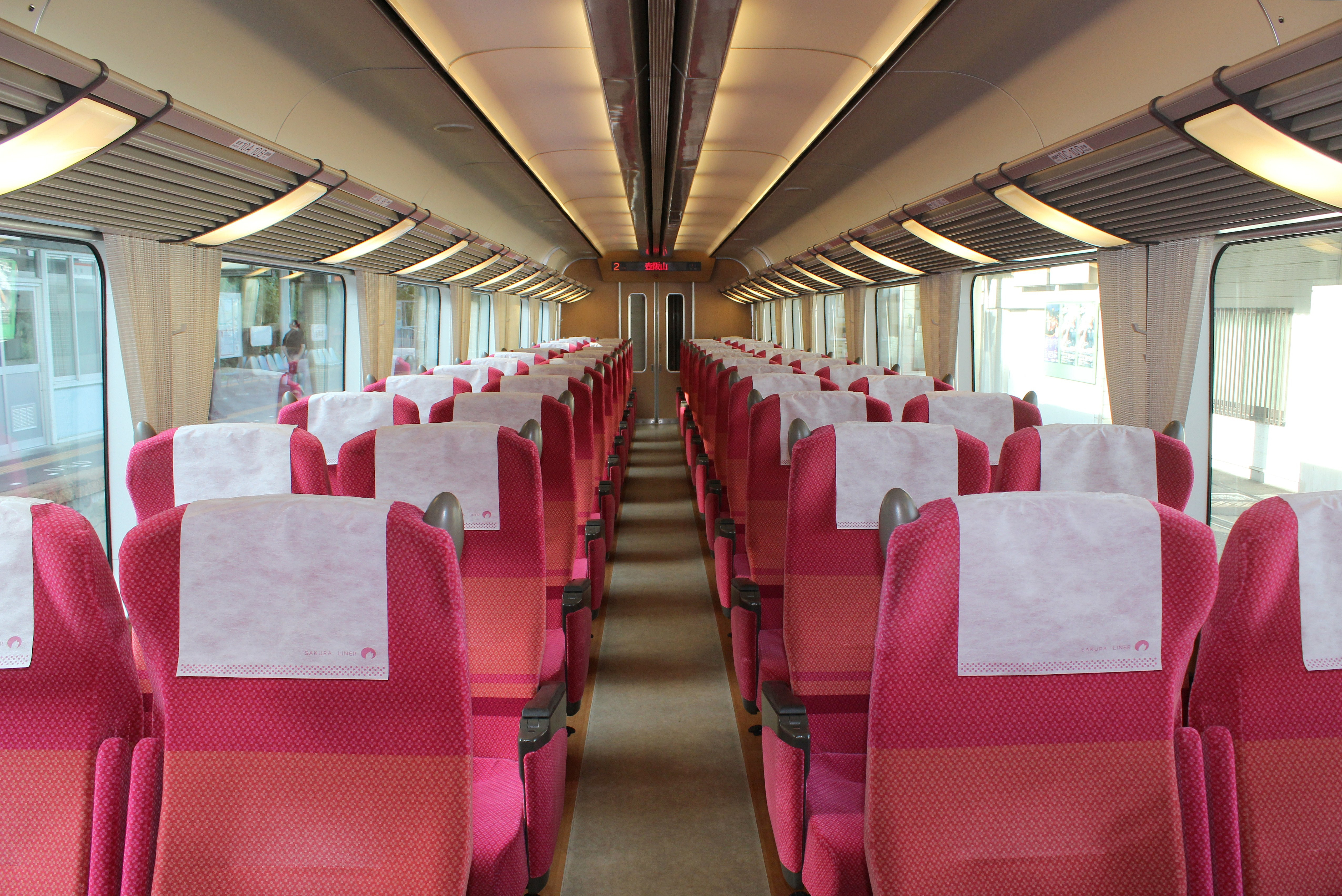
Intérieur de la classe standard.
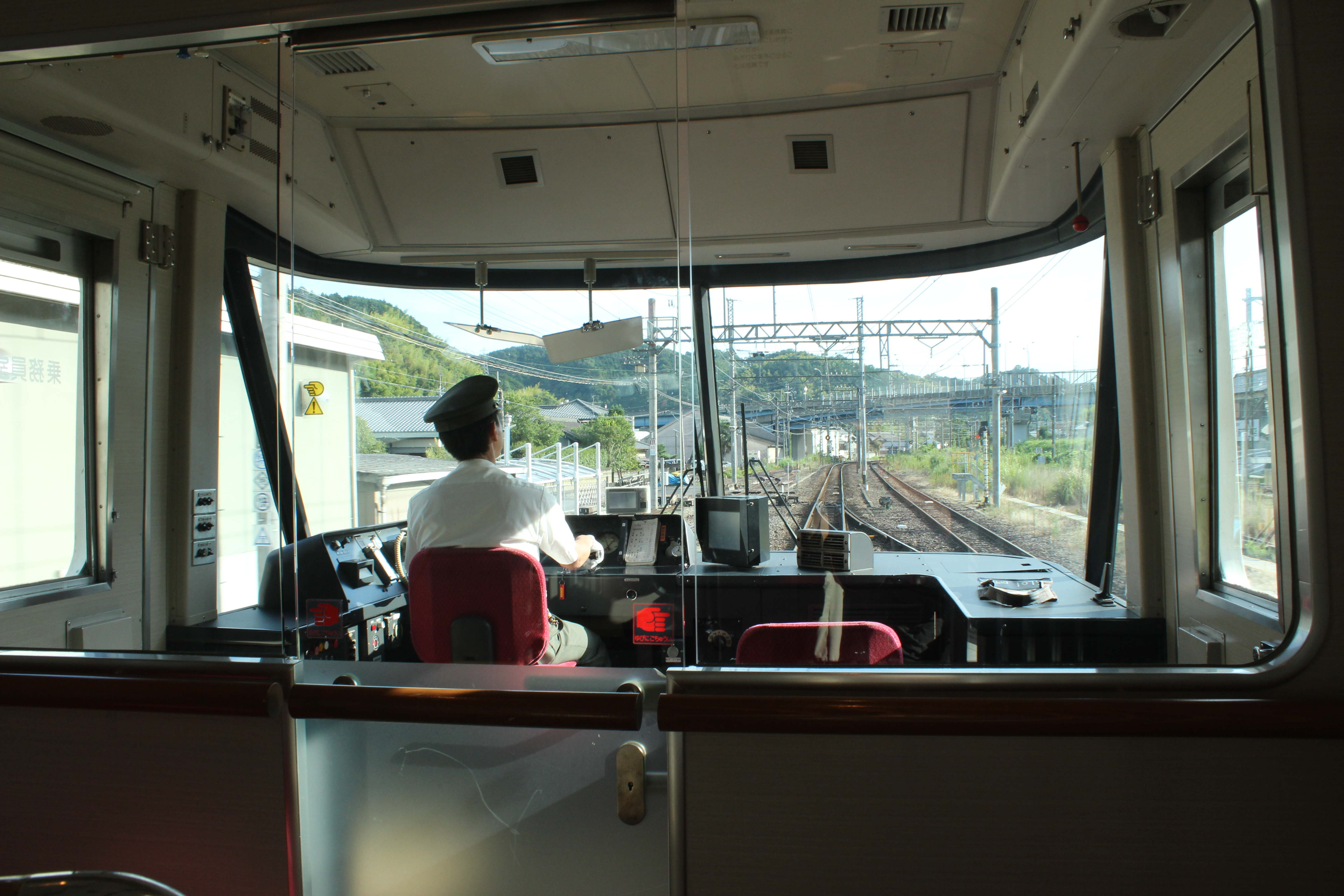
Cabine de conduite.